# ملیندا اشنایدر
ملیندا اشنایدر (زاده۷ اکتبر ۱۹۷۱) خواننده و ترانه‌سرا و مجری رادیویی موسیقی کانتری استرالیایی می‌باشد. اشنایدر از سنین ۳ سالگی اجرا می‌نمود و در سنین ۸ سالگی با مادرش در آلبوم جادوی یودلینگ ترانه خواند. اشنایدر برنده چندین گیتار طلایی در جوایز موسیقی کانتری استرالیا در تامورث می‌باشد و ششمین بازی خودش را با پل کلی برای «همکاری ترانه خوانی سال» برای دوئت «هنوز اینجا» در سال ۲۰۰۹ کسب کرد.

## حرفه
اشنایدر در دوران کودکی رقص خواند و نخستین بازیگری خودش را در درام مشهور استرالیایی یک تمرین کشوری درسنین ۱۳ سالگی انجام نمود. وی همچنین موسیقی تم سریال تلویزیونی ای بی سی چیزی در هوا را مطالعه نمود.
در سال ۱۹۹۴، اشنایدر در آهنگ رقص شرکت صوتی مورفی. " شلوار خود را سفت کنین " که در جدول ای آر یی ای به رتبه ۳۹ دست یافت. آهنگ ضربه‌های الکترونیکی و یودلینگ را با هم اختلاط نمود. موفقیت «شلوار خود را صفت کنین» بانی شد که او ۳ آلبوم با جشنواره رکوردز امضا نمود. اشنایدر که آسوده نبود چه نوع نوازنده ای قصد دارد باشد، آن را پایه‌گذاری کرد و در انتها جشنواره را بدون ساخت آلبوم ترک نمود.
در سال ۱۹۹۹، اشنایدر دونوازی «عشق دور شب» را با آدام برند اجرا نمود. در ماه ژانویه ۲۰۰۰، این آهنگ نخستین جایزه سی ام ای ای اشنایدر را برای همیاری آوازی سال به رهاورد آورد.
در سال ۲۰۰۰، اشنایدر نخستین آلبوم استودیویی خودش را با اکسیژن انتشار نمود. اکسیژن من با تهیه‌کننده استرالیایی واق گردیده در نشویل مارک موفات ضبط گردید.
در ژوئیه ۲۰۰۲، اشنایدر دومین آلبوم استودیویی اش اشک مبارک را انتشار نمود که در جدول ای آر یی ای رتبه ۹۴ را به خود مختص نمود و گواهی طلا کسب کرد. اشک‌های شاد توسط همسرش گراهام تامپسون که ۵ سال از زندگ اش را پشت سر طی نموده تولید و در لیبل برادران قطب‌نما انتشار گردید.
در سال ۲۰۰۳، اشنایدر نخسیتن گیتار طلایی تک نفری اش را برای ترانه خوانی سال زن برای او به رهاورد آورد.
در می ۲۰۰۴، اشنایدر شجره نامه را انتشار نمود که در جدول ای آر آی ای به رتبه ۶۴ دست یافت و گواهی طلا را کسب نمود. اشنایدر نخستین نامزدی جایزه موسیقی ای آر آی ای را کسب کرد.
در سال ۲۰۰۶، اشنایدر توسط دبورا کانوی برای شرکت نمودن در طرح جشنواره برود دعوت گردید، آنان به همراه ۳هنرمند زن استرالیایی دیگر آهنگ‌های خودشان و یکدیگر را اجرا نمودند. با اشنایدر و کانوی میا دایسون، کیت میلر هایدکه و الا هوپر بودند.
در سال ۲۰۱۰، اشنایدر یک شرکت کننده در برنامه تلویزیونی ای بی سی بوش اسلم و یک شرکت کننده معروف در برنامه رقص با ستاره‌ها در کانال ۷ بود که توسط سرگی بولگارشچی در فصل ۱۰ همکاری می‌نمود.
در سال ۲۰۱۱، اشنایدر در نمایش تئاتر دوریس: خیلی بیشتر از دختر همسایه، رقیمه اشنایدر و دیوید میچل نقش آفرینی نمود. این نمایش داستان زندگی دوریس دی او و در تئاتر شب دوازدهم در بریزبن در ماه می ۲۰۱۱ را نقل می‌نمود.
در نوامبر ۲۰۱۴، اشنایدر زنان بزرگ کشور را با همراهی بسی کول انتشار نمود. این آلبوم نخستین آلبوم او بود که در ده برتر ای آر آی ای به بحبوبه دست یافت.
در سال ۲۰۲۲، نمایشی ۲ ساعته با عنوان آهنگ‌های عشق اجرا نمود و عشق بی قید و شرطی را که ملیندا با هم پیمان پیشین خودش، مارک گیبل پیدا نموده بود، جشن گرفت. در ماه مه ۲۰۲۲، اشنایدر آلبومی به همین اسم انتشار نمود.

## زندگی شخصی
اشنایدر دختر مری اشنایدر خواننده، ترانه‌سرا و آهنگساز می‌باشد. اشنایدر برای سال‌های دبیرستان خود در کوگاراه سنت جوزف (که اکنون به اسم دانشکده بتانی مشهور می‌گردد) رفت. اشنایدر با مارک گیبل خواننده گروه پسران ناشنوا ازدواج کرده‌است، آنان بعد از ۱۴ سال زندگی مشترک در سپتامبر ۲۰۲۲ در ساحل کیللکاره ان اس دبلیو ازدواج نمود.

## رادیو
اشنایدر مجری برنامه خودش «ترانه‌های عاشقانه با ملیندا اشنایدر» در استار۱۰۴٫۵ ام ام بود، این برنامه هر هفته‌ها در سال ۲۰۱۵ از ساعت ۸ پخش می‌گردید. بعد از ظهر همان‌طور که نام نشان می‌دهد این نمایش بر روی آهنگ‌هایی با چیستی افسانه مانند متوجه بود. این نخستین نمایش رادیویی اشنایدر به عنوان مجری بود.